# Comuna Iakîmivți, Lanivți
Iakîmivți (în ucraineană Якимівці) este o comună în raionul Lanivți, regiunea Ternopil, Ucraina, formată din satele Iakîmivți (reședința) și Tatarînți.

## Demografie
Componența lingvistică a comunei Iakîmivți
     Ucraineană (99,28%)
     Alte limbi (0,71%)
Conform recensământului din 2001, majoritatea populației comunei Iakîmivți era vorbitoare de ucraineană (99,28%), existând în minoritate și vorbitori de alte limbi.